# یوتاکا آیهارا
یوتاکا آیهارا (انگلیسی: Yutaka Aihara؛ زادهٔ ۱۸ دسامبر ۱۹۷۰) ژیمناست هنری اهل ژاپن بود.